# Лауреаты премии Правительства Российской Федерации за значительный вклад в развитие Военно-воздушных сил
Лауреаты премии Правительства Российской Федерации за значительный вклад в развитие Вое́нно-возду́шных си́л — перечень награждённых правительственной наградой Российской Федерации, присужденной за значительный вклад в развитие ВВС. Присуждение премии произошло в 2012 году Распоряжением Правительства Российской Федерации от 17.12.2012 г. № 2406-р.

## Преамбула
Премии в размере 500 тыс. рублей каждая были приурочены к 100-летнему юбилею создания Военно-воздушных сил и присуждались единовременно в 2012 году военнослужащим, пребывающим в запасе или находящимся в отставке, ранее проходившим военную службу в Военно-воздушных силах и Войсках противовоздушной обороны, за достижения по следующим направлениям деятельности:
- организация и руководство строительством и развитием Военно-воздушных сил на соответствующих командных должностях;
- подготовка высококвалифицированных кадров для Военно-воздушных сил и Войск противовоздушной обороны;
- высокие достижения в исследованиях, имеющих для Военно-воздушных сил важное теоретическое и практическое значение и используемых при организации и проведении оперативной и боевой подготовки в Военно-воздушных силах;
- испытания и исследования вооружения, военной и специальной техники Военно-воздушных сил, способствовавшие прогрессу отечественной авиации и средств противовоздушной обороны

## Сокращения
- ВВС — Военно-воздушные силы Российской Федерации
- ВС РФ — Вооруженные Силы Российской Федерации
- МО — Министерство обороны Российской Федерации
- ПВО — противовоздушная оборона

## Перечень лауреатов

### За организацию и руководство строительством и развитием ВВС
1. маршалу авиации в отставке Шапошникову Евгению Ивановичу (Министр обороны СССР с августа 1991 г. по декабрь 1991 г.)
2. генералу армии в отставке Дейнекину Петру Степановичу (главнокомандующий ВВС с августа 1991 г. по январь 1998 г.)
3. генералу армии в отставке Корнукову Анатолию Михайловичу (главнокомандующий ВВС с января 1998 г. по январь 2002 г.)
4. генералу армии в отставке Михайлову Владимиру Сергеевичу (главнокомандующий ВВС с января 2002 г. по май 2007 г.)
5. генералу армии в отставке Прудникову Виктору Алексеевичу (главнокомандующий Войсками ПВО с мая 1992 г. по декабрь 1997 г.)
6. генерал-полковнику авиации в отставке Андрееву Вадиму Константиновичу (заместитель главнокомандующего Объединенными Вооруженными Силами государств — участников Варшавского Договора по Военно-воздушным силам с сентября 1986 г. по март 1991 г.)
7. генерал-полковнику в отставке Васильеву Геннадию Борисовичу (командующий войсками Московского округа ВВС и ПВО с апреля 1998 г. по февраль 2003 г.)
8. генерал-полковнику авиации в отставке Ефанову Вячеславу Васильевичу (командующий военно-транспортной авиацией с сентября 1986 г. по сентябрь 1997 г.)
9. генерал-полковнику запаса Зелину Александру Николаевичу (главнокомандующий ВВС с мая 2007 г. по апрель 2012 г.)
10. генерал-полковнику в отставке Коту Виктору Севастьяновичу (первый заместитель главнокомандующего ВВС с мая 1992 г. по июль 2000 г.)
11. генерал-полковнику в отставке Мальцеву Игорю Михайловичу (начальник Главного штаба — первый заместитель главнокомандующего Войсками ПВО с апреля 1984 г. по сентябрь 1991 г.)
12. генерал-полковнику в отставке Малюкову Анатолию Ивановичу (начальник Главного штаба — первый заместитель главнокомандующего ВВС с сентября 1990 г. по февраль 1998 г.)
13. генерал-полковнику в отставке Москвителеву Николаю Ивановичу (командующий авиацией Войск ПВО страны с апреля 1977 г. по февраль 1987 г.)
14. генерал-полковнику запаса Ноговицыну Анатолию Алексеевичу (первый заместитель начальника Объединенного штаба Организации Договора о коллективной безопасности с марта 2010 г. по июнь 2012 г.)
15. генерал-полковнику авиации в отставке Решетникову Василию Васильевичу (заместитель главнокомандующего ВВС с ноября 1980 г. по сентябрь 1986 г.)
16. генерал-полковнику в отставке Синицыну Виктору Павловичу (начальник Главного штаба — первый заместитель главнокомандующего ВВС с марта 1998 г. по июль 2000 г.)
17. генерал-полковнику в отставке Царькову Владимиру Георгиевичу (первый заместитель главнокомандующего Войсками ПВО по вопросам ПВО государств — участников Варшавского Договора с августа 1990 г. по февраль 1992 г.)
18. генерал-полковнику в отставке Чельцову Борису Федоровичу (начальник Главного штаба — первый заместитель главнокомандующего ВВС с июля 2000 г. по май 2007 г.)
19. генерал-полковнику авиации в отставке Шканакину Владимиру Геннадьевичу (командующий 73 воздушной армией с мая 1988 г. по июнь 1994 г.)
20. генерал-лейтенанту авиации в отставке Архарову Анатолию Петровичу (командующий 34 воздушной армией с мая 1988 г. по декабрь 1992 г.)
21. генерал-лейтенанту в отставке Басову Анатолию Ивановичу (командующий 6 армией ВВС и ПВО с июля 1998 г. по июнь 2000 г.)
22. генерал-лейтенанту запаса Волковицкому Вадиму Юрьевичу (начальник Главного штаба — первый заместитель главнокомандующего ВВС с сентября 2008 г. по апрель 2011 г.)
23. генерал-лейтенанту запаса Горбасю Владимиру Николаевичу (командующий 4 армией ВВС и ПВО с августа 2002 г. по апрель 2007 г.)
24. генерал-лейтенанту в отставке Горбенко Валерию Михайловичу (командующий 4 армией ВВС и ПВО с июля 1998 г. по июнь 2001 г.)
25. генерал-лейтенанту запаса Денисову Виктору Федоровичу (командующий военно-транспортной авиацией с ноября 1999 г. по март 2007 г.)
26. генерал-лейтенанту в отставке Михайлину Юрию Дмитриевичу (командующий ВВС — заместитель командующего войсками Ленинградского военного округа по авиации с января 1985 г. по август 1987 г.)
27. генерал-лейтенанту в отставке Мильченко Николаю Петровичу (начальник штаба — первый заместитель командующего войсками Московского округа ПВО с декабря 1971 г. по август 1983 г.)
28. генерал-лейтенанту запаса Мирошниченко Игорю Владимировичу (командующий 4 армией ВВС и ПВО с января 2007 г. по август 2009 г.)
29. генерал-лейтенанту в отставке Никифорову Борису Юрьевичу (командующий 76 воздушной армией с декабря 1988 г. по январь 1993 г.)
30. генерал-лейтенанту запаса Хворову Игорю Ивановичу (начальник Главного штаба — первый заместитель главнокомандующего ВВС с мая 2007 г. по сентябрь 2008 г.)
31. генерал-лейтенанту в отставке Нечаеву Валерию Дмитриевичу (командующий 14 армией ВВС и ПВО с декабря 1998 г. по декабрь 2000 г.)
32. генерал-лейтенанту в отставке Опарину Михаилу Михайловичу (командующий 37 воздушной армией Верховного Главного командования (стратегического назначения) с июля 1998 г. по февраль 2003 г.)
33. генерал-лейтенанту запаса Разыграеву Сергею Николаевичу (начальник ПВО — заместитель главнокомандующего ВВС и ПВО с марта 2009 г. по май 2011 г.)
34. генерал-лейтенанту запаса Садофьеву Игорю Васильевичу (начальник авиации — заместитель главнокомандующего ВВС по авиации с мая 2007 г. по ноябрь 2011 г.)
35. генерал-лейтенанту в отставке Тимофееву Николаю Петровичу (первый заместитель командующего войсками Московского округа ПВО с сентября 1995 г. по март 1999 г.)
36. генерал-лейтенанту запаса Торбову Геннадию Андреевичу (командующий 6 армией ВВС и ПВО с июня 2000 г. по сентябрь 2005 г.)
37. генерал-лейтенанту запаса Шимкину Алексею Николаевичу (начальник организационно-мобилизационного управления — заместитель начальника Главного штаба ВВС по организационно-мобилизационной работе с октября 2003 г. по ноябрь 2009 г.)
38. генерал-лейтенанту запаса Чанцеву Виталию Евгеньевичу (начальник организационно-мобилизационного управления — заместитель начальника Главного штаба ВВС по организационно-мобилизационной работе с августа 1997 г. по октябрь 2003 г.)
39. генерал-майору запаса Андросову Павлу Васильевичу (командующий 37 воздушной армией Верховного Главного командования (стратегического назначения) с мая 2007 г. по сентябрь 2009 г.)
40. генерал-майору авиации в отставке Судакову Юрию Дмитриевичу (командующий 4 отдельной армией ПВО заместитель командующего войсками Уральского военного округа по войскам ПВО с июня 1981 г. по август 1982 г.)
41. генерал-майору в отставке Толмачеву Вячеславу Ивановичу (начальник войск ПВО Дальневосточного военного округа с апреля 1988 г. по октябрь 1991 г.)

### За подготовку высококвалифицированных кадров для ВВС и Войск ПВО
1. генерал-полковнику в отставке Барсукову Аркадию Николаевичу (начальник Военно-воздушной академии имени Ю. А. Гагарина с января 2002 г. по сентябрь 2007 г.)
2. генерал-полковнику в отставке Горяинову Алексею Семеновичу (заместитель главнокомандующего ВВС по военно-учебным заведениям с февраля 1983 г. по июнь 1987 г.)
3. генерал-полковнику в отставке Козлову Виктору Петровичу (начальник Военно-воздушной академии имени Ю. А. Гагарина с марта 1997 г. по февраль 2002 г.)
4. генерал-полковнику авиации в отставке Королькову Борису Федоровичу (начальник Военно-воздушной академии имени Ю. А. Гагарина с октября 1988 г. по сентябрь 1996 г.)
5. генерал-полковнику в отставке Решетникову Геннадию Михайловичу (начальник Военной командной академии ПВО имени Маршала Советского Союза Г. К. Жукова с октября 1991 г. по октябрь 1999 г.)
6. генерал-лейтенанту авиации в отставке Беднову Геннадию Петровичу (заместитель начальника Военно-воздушной академии имени Ю. А. Гагарина с февраля 1991 г. по июнь 1995 г.)
7. генерал-лейтенанту запаса Бычкову Виктору Георгиевичу (начальник Военного учебно-научного центра ВВС «Военно-воздушная академия имени профессора Н. Е. Жуковского и Ю. А. Гагарина» с сентября 2009 г. по декабрь 2011 г.)
8. генерал-лейтенанту авиации в отставке Осипенко Александру Николаевичу (начальник управления кадров ВВС с октября 1992 г. по июнь 1996 г.)
9. генерал-лейтенанту запаса Укурову Хаджибикару Баматгиреевичу (начальник Военной академии воздушно-космической обороны имени Маршала Советского Союза Г. К. Жукова с сентября 2009 г. по август 2011 г.)
10. генерал-лейтенанту в отставке Барвиненко Владимиру Васильевичу (заместитель начальника Военной академии воздушно-космической обороны имени Маршала Советского Союза Г. К. Жукова с мая 2005 г. по февраль 2007 г.)
11. генерал-майору авиации в отставке Волкову Льву Алфеевичу (профессор кафедры оперативного искусства ВВС Военной академии Генерального штаба ВС с октября 1989 г. по декабрь 2007 г.)
12. генерал-майору запаса Игнатову Евгению Ивановичу (начальник 344 центра боевого применения и переучивания (летного состава армейской авиации) с ноября 1998 г. по май 2006 г.)
13. генерал-майору в отставке Киселю Федору Герасимовичу (заместитель командующего ВВС Приволжского военного округа по боевой подготовке и военно-учебным заведениям с января 1970 г. по август 1975 г.)
14. генерал-майору авиации в отставке Козлову Николаю Алексеевичу (заместитель начальника кафедры оперативного искусства ВВС Военной академии Генерального штаба ВС РФ с августа 1987 г. по август 1994 г.)
15. генерал-лейтенанту авиации в отставке Липатову Михаилу Ивановичу (начальник кафедры оперативного искусства ВВС Военной академии Генерального штаба ВС РФ с февраля 1994 г. по ноябрь 2001 г.)
16. генерал-майору авиации в отставке Макарову Виктору Петровичу (старший преподаватель кафедры оперативного искусства ВВС Военной академии Генерального штаба ВС РФ с сентября 1988 г. по октябрь 1995 г.)
17. генерал-майору авиации в отставке Серажиму Алексею Михайловичу (начальник факультета заочного обучения Военно-воздушной академии имени Ю. А. Гагарина с августа 1988 г. по май 1992 г.)
18. генерал-майору авиации в отставке Скоку Николаю Ивановичу (старший преподаватель кафедры оперативного искусства ПВО Военной академии Генерального штаба ВС РФ с марта 1984 г. по май 1994 г.)
19. генерал-майору в отставке Тарасову Валентину Петровичу (начальник кафедры тактики и вооружения радиотехнических войск Военной командной академии ПВО имени Маршала Советского Союза Г. К. Жукова с января 1987 г. по октябрь 1994 г.)
20. полковнику в отставке Фишу Павлу Золяевичу (начальник группы штурманов-инструкторов — старший штурман Челябинского высшего авиационного командного училища штурманов с октября 1953 г. по июль 1972 г.)

### За высокие достижения в исследованиях, имеющих для ВВС важное теоретическое и практическое значение и используемых при организации и проведении оперативной и боевой подготовки
1. генерал-полковнику в отставке Антошкину Николаю Тимофеевичу (заместитель главнокомандующего ВВС по боевой подготовке с ноября 1997 г. по ноября 1998 г.)
2. генерал-полковнику в отставке Аюпову Абреку Идрисовичу (заместитель главнокомандующего ВВС по вооружению — главный инженер ВВС с октября 1992 г. по май 1996 г.)
3. генерал-полковнику авиации в отставке Гайдаенко Ивану Дмитриевичу (заместитель начальника Главного штаба ВВС по летной службе с апреля 1978 г. по апрель 1987 г.)
4. генерал-лейтенанту авиации в отставке Гладилину Владимиру Васильевичу (первый заместитель командующего военно-транспортной авиацией с августа 1969 г. по ноябрь 1980 г.)
5. генерал-лейтенанту запаса Горькову Александру Юрьевичу (начальник зенитных ракетных войск ВВС с сентября 2000 г. по февраль 2008 г.)
6. генерал-лейтенанту в отставке Дуброву Анатолию Николаевичу (начальник оперативного управления — заместитель начальника Главного штаба Войск ПВО с октября 1988 г. по февраль 1994 г.)
7. генерал-лейтенанту авиации в отставке Иванову Валентину Степановичу (первый заместитель командующего дальней авиацией с ноября 1990 г. по март 1995 г.)
8. генерал-лейтенанту в отставке Ионову Александру Николаевичу (первый заместитель начальника Главного штаба ВВС с декабря 1997 г. по декабрь 2001 г.)
9. генерал-лейтенанту запаса Копылову Александру Дмитриевичу (начальник оперативного управления — заместитель начальника Главного штаба ВВС с сентября 2000 г. по июль 2004 г.)
10. генерал-лейтенанту запаса Никитовскому Александру Николаевичу (заместитель командующего 6 армией ВВС и ПВО с июля 1998 г. по февраль 2007 г.)
11. генерал-лейтенанту в отставке Смышникову Альберту Павловичу (начальник штаба — первый заместитель командующего войсками Московского округа ПВО с декабря 1994 г. по январь 2000 г.)
12. генерал-лейтенанту авиации в отставке Столярову Леониду Ефимовичу (заместитель командующего 37 воздушной армией Верховного Главного командования (стратегического назначения) с июля 1998 г. по апрель 1999 г.)
13. генерал-лейтенанту в отставке Сурцукову Анатолию Васильевичу (начальник армейской авиации управления начальника авиации (ВВС) Главного командования ВВС с февраля 2003 г. по апрель 2005 г.)
14. генерал-майору в отставке Белкину Александру Васильевичу (начальник штаба — первый заместитель командующего 5 армией ВВС и ПВО с июня 2001 г. по октябрь 2002 г.)
15. генерал-майору авиации в отставке Винокурову Владимиру Петровичу (первый заместитель командующего 1 воздушной армии с января 1994 г. по 1998 г.)
16. генерал-майору авиации в отставке Гнездилову Валерию Николаевичу (заместитель командира 6 отдельного корпуса ВВС и ПВО с июля 1998 г. по май 1999 г.)
17. генерал-майору запаса Горелкину Владимиру Михайловичу (начальник авиации — заместитель командующего 14 армией ВВС и ПВО с октября 2003 г. по декабрь 2008 г.)
18. генерал-майору в отставке Гришину Виктору Владимировичу (заместитель командующего ВВС Северо-кавказского военного округа по боевой подготовке с июня 1982 г. по май 1990 г.)
19. генерал-майору запаса Гульченко Владимиру Романовичу (заместитель командующего 4 армией ВВС и ПВО по тылу с мая 1994 г. по июнь 2005 г.)
20. генерал-майору запаса Крупину Александру Андреевичу (начальник вооружения — заместитель командующего 14 армией ВВС и ПВО по вооружению с декабря 2001 г. по ноябрь 2006 г.)
21. генерал-майору запаса Мельнику Леониду Ивановичу (заместитель командующего дальней авиацией по инженерно-авиационной службе начальник инженерно-авиационной службы командования дальней авиации с июня 2009 г. по сентябрь 2011 г.)
22. генерал-майору в отставке Моисееву Ивану Яковлевичу (заместитель командующего армией по вооружению — начальник вооружения 11 армии ВВС и ПВО с декабря 1993 г. по июль 1998 г.)
23. генерал-майору в отставке Посредникову Николаю Ивановичу (начальник штаба 4 армии ВВС и ПВО с апреля 1995 г. по январь 2003 г.)
24. генерал-майору в отставке Прыгунову Александру Викторовичу (заместитель командующего армией по тылу (строительству и расквартированию) — начальник тыла (строительства и расквартирования) 1 воздушной армии с февраля 1996 г. по сентябрь 2002 г.)
25. генерал-майору запаса Скворцову Владимиру Ивановичу (начальник вооружения — заместитель командующего 11 армией ВВС и ПВО по вооружению с февраля 2007 г. по сентябрь 2009 г.)
26. генерал-майору авиации в отставке Софрину Геннадию Петровичу (главный инженер — заместитель командующего военно-транспортной авиацией по инженерно-авиационной службе с марта 1991 г. по сентябрь 1998 г.)
27. генерал-майору в отставке Тендитникову Дмитрию Константиновичу (первый заместитель командующего 4 армией ВВС и ПВО с февраля 1993 г. по ноябрь 1998 г.)
28. генерал-майору запаса Филатову Виктору Викторовичу (заместитель командующего 4 армией ВВС и ПВО по вооружению с августа 1998 г. по август 2009 г.)
29. полковнику в отставке Евдокимову Сергею Александровичу (начальник инженерно-авиационной службы — заместитель начальника авиации 6 армии ВВС и ПВО с августа 1999 г. по январь 2002 г.)

### За испытания и исследования вооружения, военной и специальной техники ВВС, способствовавшие прогрессу отечественной авиации и средств ПВО
1. генерал-полковнику авиации в отставке Русанову Евгению Александровичу (начальник Службы безопасности полетов (авиации Объединенных Вооруженных Сил Содружества Независимых Государств с апреля 1992 г. по ноябрь 1994 г.)
2. генерал-полковнику в отставке Тарасенко Анатолию Федоровичу (начальник Службы безопасности полетов авиации ВС РФ с ноября 1994 г. по июнь 2001 г.)
3. генерал-лейтенанту запаса Клишину Юрию Петровичу (начальник вооружения — заместитель главнокомандующего ВВС по вооружению с апреля 1996 г. по июль 2002 г.)
4. генерал-лейтенанту авиации в отставке Микояну Степану Анастасовичу (заместитель начальника центра — старший летчик-испытатель 929 Государственного летно-испытательного центра Министерства обороны СССР с ноября 1964 г. по май 1992 г.)
5. генерал-лейтенанту в отставке Солнцеву Сергею Николаевичу (начальник Службы безопасности полетов ВС РФ с июня 2001 г. по март 2005 г.)
6. генерал-лейтенанту запаса Трегубенко Юрию Петровичу[2] (начальник 929 Государственного летно-испытательного центра МО с сентября 1999 г. по август 2008 г.)
7. генерал-майору авиации в отставке Бежевецу Александру Саввичу (начальник управления — старший летчик-испытатель 4 научно-испытательного управления 8 Государственного научно-испытательного института ВВС с ноября 1986 г. по декабрь 1988 г.)

генерал-майору запаса Терентьеву Олегу Александровичу (начальник штаба — первый заместитель начальника 929 Государственного летно-испытательного центра МО с августа 1999 г. по декабрь 2005 г.)
1. генерал-майору в отставке Чиркину Виктору Мартыновичу (заместитель начальника 929 Государственного летно-испытательного центра МО по летной подготовке — начальник летной службы — старший летчик-испытатель с ноября 1986 г. по октябрь 1999 г.)
2. полковнику в отставке Локтеву Николаю Михайловичу (председатель Центральной квалификационной комиссии летного состава государственной авиации при Министерстве обороны Российской Федерации с августа 2001 г. по май 2007 г.).